# 島津貴儔
島津 貴儔（しまづ たかとも、宝永5年11月23日（1709年1月3日） - 寛政3年3月10日（1791年4月12日））は、江戸時代中期の薩摩藩士。大隅郡垂水領主。垂水島津家9代目当主。家格は初め一所持、のち一門家。宝暦6年（1756年）の『嶋津家分限帳』では「嶋津備中 1万7104石」とある。薩摩藩第4代藩主島津吉貴の三男で、第5代藩主島津継豊の同母弟。幼名は小源太。諱は久典、貴儔。通称は玄蕃、備中、備前。号は静山。娘に島津久門（のちの重年）の正室・都美ほか。第8代藩主島津重豪と佐土原藩主島津忠持の外祖父、および第11代将軍徳川家斉の御台所・茂姫（近衛寔子）の曽祖父にあたる。

## 生涯
享保21年（1736年）に兄の島津継豊が強度の疝癪による目まいに悩まされ、江戸に参勤した後帰国できず、翌元文2年（1737年）に在府の願いを幕府に出して許可され、以後12年にわたって江戸に滞在することとなり、島津宗信も幼少であった。
これを受けて元文元年（1736年）に父の吉貴より、家老座に出席して国政に参与するように命じられる。席次は家老の上とされた。翌2年（1737年）7月18日に父吉貴より、薩摩藩では珍しい一字拝領を受け、「貴儔」と改める。貴儔以降、垂水島津家は代々「貴」の字を通字とした（元々この字は島津貴久が名前に用いたのが最初で、祖父の綱貴の代からも使用されていた）。同3年（1738年）5月、娘婿で加治木島津家の島津久門（後の島津重年、継豊の子で甥にあたる）とともに家格一所持から新設された家格の一門家の初めとなる。この年のうちに、異母弟の島津忠紀が再興させた重富家も一門家となり、一門家筆頭となる。垂水家は当時最下位の席次であったが、藩政にも参与していた貴儔1代に限り、垂水家が一門家筆頭とされた（「列朝制度」参照）。
島津宗信の親政開始とともに一時、政務から退くが、宝暦6年（1756年）の『嶋津家分限帳』では一門筆頭として重富家の島津忠紀（周防）上座に記載されている。
年少の藩主重豪に代わり藩政を担っていた兄継豊が宝暦10年（1760年）に死去すると、重豪の命で再び政務に参加し、3年間藩政を後見した。「近世禰寝文書」によれば、禰寝清香が正式に小松姓に変更の際に家老らとともに列席しているが、貴儔に「大老に準ず」との注釈がついている。
安永4年（1775年）、隠居して公式上「直子」である貴澄に家督を譲る。
孫の島津重豪や島津忠持の藩主就任はもとより、茂姫の徳川家斉との結婚、曾孫の島津斉宣の藩主就任まで見届け、寛政3年（1791年）3月10日に死去した。なお、同年11月6日には玄孫の島津斉興が誕生している。享年82と、孫の重豪に劣らずの長命であった。

## 人物
島津忠広の孫の郷原転より砲術を皆伝しており、外孫の重豪などに砲術を教授したという。砲術は次男の末川久救が継承した。

## 家族
- 兄弟：島津継豊、島津忠紀（末川姓を与えている）、島津貴澄（異母弟、後に貴儔養子、垂水島津家10代目当主）
- 正室：鎌鶴（垂水島津家当主・島津忠直（島津綱貴三男）の次女）
- 継室：肘岡伊右衛門の娘
- 妾：伊勢兵部の家臣の娘・山下氏
- 子
  - 都美（島津久門（のちの重年）の正室、島津重豪母）
  - 末川久救（次男、末川姓を称す。庶子）
  - 川上久致（四男、川上嫡家19代目当主）
  - 島津久兼（五男、永吉島津家次男家4代目当主）
  - 日置島津家島津久暢の妻（垂水島津家11代目当主島津貴品の母）
  - 梅（佐土原藩主島津久柄正室（島津重豪養妹として嫁ぐ）、島津忠持母）